# Guaibasauridae
Guaibasauridae byla čeleď poměrně malých, vývojově značně primitivních plazopánvých dinosaurů, žijících v období svrchního triasu na území dnešní Brazílie a Argentiny. V současnosti do této skupiny řadíme s jistou mírou nejistoty tři rody - Agnosphitys, Guaibasaurus a Saturnalia. Průlomem v pochopení čeledi byl objev kompletnějšího materiálu guaibasaura v roce 2007. Stále však nejsou vyjasněné fylogenetické vztahy v rámci skupiny i mezi touto a příbuznými skupinami. Podčeledí této čeledi by mohl být klad Saturnaliinae.